# El camello Xiangzi
El camello Xiangzi (en chino tradicional 駱駝祥子, en chino simplificado 骆驼祥子 e en pinyin Luòtuo Xiángzi) es la más conocida de las obras del escritor chino del siglo XX Lao She.

## Sinopsis
La obra fue publicada en 1936 y describe los dramas cotidianos de un joven que emigra del campo a la ciudad, donde se gana la vida guiando un rickshaw, medio de transporte tradicional del Extremo Oriente que consiste en una pequeña cabina de pasajeros llevada por un ser humano que corre delante, como si fuera un caballo. La obra, como muchas de esta época de Lao She, está ambientada en el Pekín de la década de 1920.
Como había declarado Lao She en su día, este no es un libro sobre camellos, y sí sobre Xiangzi, que es el nombre del joven, y que significa 'afortunado'. Xiangzi tiene por todo objetivo poseer un rickshaw propio. Sin embargo, a pesar de la buena voluntad y la laboriosidad del joven, la guerra y una sociedad donde el dinero es rey acabarán por arrastrarlo.
El camello Xiangzi se considera un hito fundamental en la literatura china del siglo XX. Interpretada como una acusación al antiguo régimen, dinastía Qing, fue incluida en los manuales escolares y en la lista de lecturas obligatorias de distintas regiones chinas para la buena educación de las masas proletarias durante el régimen comunista.

## Traducciones
La primera versión en inglés fue publicada en 1945 e incorpora algunos cambios importantes no autorizadas por el propio Lao She. Entre estas modificaciones destaca el final, que con la traducción acabó siendo feliz. El libro, que ya había sido un éxito en China, consiguió la categoría de superventas en los Estados Unidos y en el Reino Unido en esta traducción libre.
- En alemán: Rikscha-Kuli (1989).
- En inglés: Rickshaw Boy (1945) y Camel Xiangzi (2000).
- En francés: Lee Pousse-pousse (1998).

## Películas
- El camello Xiangzi (Luo tuo Xiang Zi / Rickshaw Boy), 1982, dirigida por Zifeng Ling.

## Reconocimientos
- 1999 Premio 100 novelas excelentes en chino del siglo XX (二十世纪中文小说一百强), China[6]